# Utah Jazz

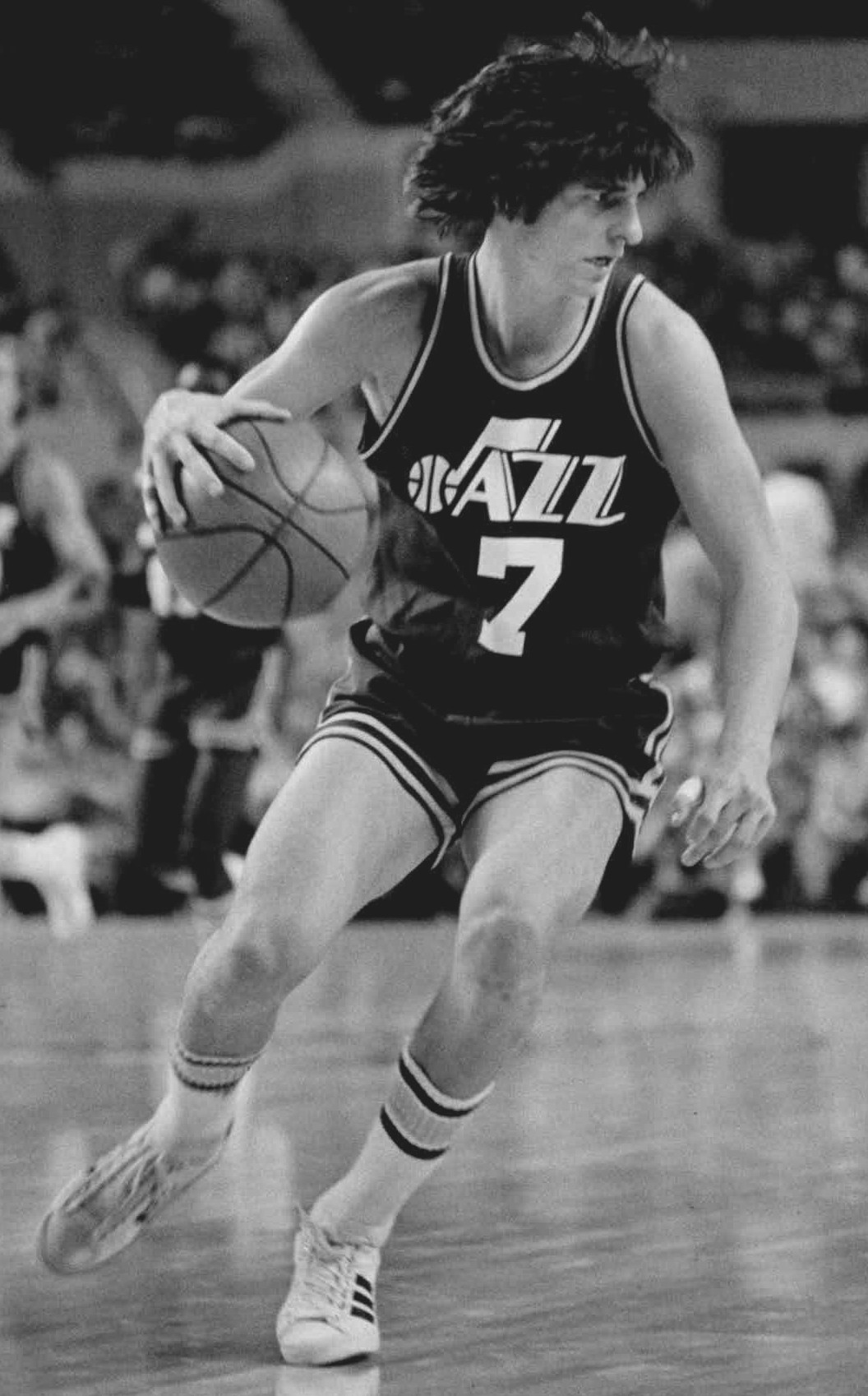
Pete Maravich występował w Jazz od 1974 do 1980 roku.

Utah Jazz – amerykański profesjonalny klub koszykarski z siedzibą w Salt Lake City w stanie Utah. Drużyna występuje w Dywizji Północno-zachodniej, Konferencji Zachodniej w National Basketball Association (NBA). Od 1991 roku drużyna rozgrywa swoje mecze na hali Vivint Smart Home Arena (dawniej Delta Center).

## Historia
Klub Utah Jazz założony został w 1974 roku pod nazwą New Orleans Jazz. W 1979 roku jego siedziba została przeniesiona do Salt Lake City w stanie Utah i od tej pory drużyna występuje pod nazwą Utah Jazz.
Utah Jazz w początkowych latach był jednym z najmniej skutecznych drużyn w lidze. Mimo upływu 10 sezonów drużyna pierwszy raz wystąpiła w rozgrywkach playoff w 1984 roku, nie opuściła żadnych, aż do 2004 roku.
Pod koniec lat 80. powstał najbardziej znany duet (rozgrywający – silny skrzydłowy), John Stockton i Karl Malone w historii NBA. Przejęty po Franku Laydenie w 1988 roku przez trenera Jerry’ego Sloana klub stał się jednym z najsilniejszym zespołów w latach 90. Zwieńczeniem tego sukcesu były dwa finały, w których wystąpił zespół Utah Jazz, mierząc się z Chicago Bulls. Miało to miejsce w 1997 i 1998 roku, w obu meczach ulegli drużynie z Chicago ery Michaela Jordana.

## Zawodnicy

### Obecna kadra
Stan na 12 lutego 2024
| Nr | Poz. | Nar.              | Nazwisko i imię      | Data urodzenia | Wzrost | Masa ciała |
| -- | ---- | ----------------- | -------------------- | -------------- | ------ | ---------- |
| 00 | SG   | Stany Zjednoczone | Clarkson, Jordan     | 1992–06–07     | 191 cm | 88 kg      |
| 0  | PF   | Stany Zjednoczone | Hendricks, Taylor    | 2003–11–22     | 206 cm | 98 kg      |
| 22 | SF   | Stany Zjednoczone | Porter, Otto         | 1993–06–03     | 203 cm | 90 kg      |
| 13 | PG   | Stany Zjednoczone | Lewis, Kira          | 2001–04–06     | 185 cm | 77 kg      |
| 2  | PG   | Stany Zjednoczone | Sexton, Collin       | 1999–01–04     | 191 cm | 86 kg      |
| 3  | PG   | Stany Zjednoczone | George, Keyonte      | 2003–11–08     | 193 cm | 84 kg      |
| 5  | SG   | Stany Zjednoczone | Horton-Tucker, Talen | 2000–11–25     | 193 cm | 106 kg     |
| 8  | SF   | Stany Zjednoczone | Sensabaugh, Brice    | 2003–10–30     | 198 cm | 107 kg     |
| 17 | PG   | Stany Zjednoczone | Preston, Jason       | 1999–08–10     | 191 cm | 82 kg      |
| 11 | SG   | Stany Zjednoczone | Dunn, Kris           | 1994–03–18     | 191 cm | 93 kg      |
| 19 | PF   | Chorwacja         | Šamanić, Luka        | 2000–01–09     | 208 cm | 103 kg     |
| 20 | PF   | Stany Zjednoczone | Collins, John        | 1997–09–23     | 206 cm | 103 kg     |
| 23 | SF   | Finlandia         | Markkanen, Lauri     | 1997–05–22     | 213 cm | 109 kg     |
| 24 | C    | Stany Zjednoczone | Kessler, Walker      | 2001–07–26     | 213 cm | 111 kg     |
| 25 | C    | Stany Zjednoczone | Potter, Micah        | 1998–04–06     | 208 cm | 112 kg     |
| 33 | SG   | Stany Zjednoczone | Juzang, Johnny       | 2001–03–17     | 196 cm | 95 kg      |
| 77 | C    | Turcja            | Yurtseven, Ömer      | 1998–06–19     | 211 cm | 125 kg     |

Trener:  Will Hardy
 Asystenci: Rick Higgins • Scott Morrison • Lamar Skeeter • Chad Forcier • Evan Bradds • Chris Jones • Mike Williams • Jason Terry • Sean Sheldon

### Międzynarodowe prawa
| Draft | Runda | Wybór | Zawodnik         | Poz. | Nar.   | Aktualny zespół      | Adnotacje                        | Przyp. |
| ----- | ----- | ----- | ---------------- | ---- | ------ | -------------------- | -------------------------------- | ------ |
| 2022  | 2     | 36    | Gabriele Procida | PF   | Włochy | Alba Berlin (Niemcy) | Nabyty z Portland Trail Blazers) |        |

## Trenerzy
(Stan – styczeń 2024)
| Okres pracy  | Trener               | Rezultat  |
| ------------ | -------------------- | --------- |
| 1974–1975    | Scotty Robertson     | 1–14      |
| 1974–1975    | Elgin Baylor         | 0–1       |
| 1974–1977    | Bill Van Breda Kolff | 74–100    |
| 1977–1979    | Elgin Baylor         | 86–134    |
| 1979–1981    | Tom Nissalke         | 60–124    |
| 1981–1988    | Frank Layden         | 277–294   |
| 1988–2011    | Jerry Sloan          | 1227–758  |
| 2011–2014    | Tyrone Corbin        | 112–146   |
| 2014-2022    | Quin Snyder          | 372–264   |
| od 2022      | Will Hardy           | 37-45     |
| 1974–obecnie | Razem                | 2146–1804 |

## Zastrzeżone numery

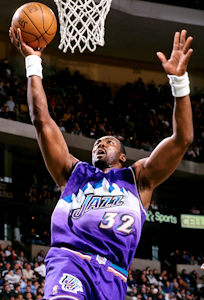
Karl Malone

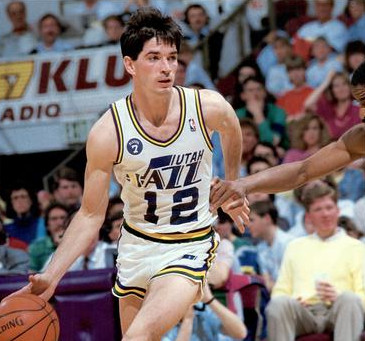
John Stockton

| Utah Jazz zastrzeżone numery |                  |            |           |
| Nr                           | Imię i nazwisko  | Pozycja    | Lata gry  |
| 1                            | Frank Layden     | Trener     | 1981–1988 |
| 4                            | Adrian Dantley   | SF         | 1979–1986 |
| 7                            | Pete Maravich    | SG         | 1974–1979 |
| 9                            | Larry H. Miller  | Właściciel | 1985–2009 |
| 12                           | John Stockton    | PG         | 1984–2003 |
| 14                           | Jeff Hornacek    | SG         | 1994–2000 |
| 32                           | Karl Malone      | PF         | 1985–2003 |
| 35                           | Darrell Griffith | SG         | 1980–1991 |
| 53                           | Mark Eaton       | C          | 1982–1993 |
| 1223                         | Jerry Sloan      | Trener     | 1988-2011 |
|                              | Rod Hundley      | Spiker     | 1974–2009 |

### Włączeni do Basketball Hall of Fame
- 44, 7 „Pistol” Pete Maravich
- 8 Walt Bellamy
- 25 Gail Goodrich
- 4 Adrian Dantley
- 14 John Stockton
- 32 Karl Malone
- 22 Bernard King
- trener Jerry Sloan
- spiker Rod Hundley

## Areny
W Nowym Orleanie
- Loyola Field House (1974–1975)
- Municipal Auditorium (1974–1975)
- Louisiana Superdome (1975–1979)

W Salt Lake City
- Salt Palace (1979–1991)
- EnergySolutions Arena (była Delta Center) (od 1991)

## Olimpijczycy
| Rok            | Zawodnik          | Nar.              | Rezultat   |
| -------------- | ----------------- | ----------------- | ---------- |
| Barcelona 1992 | John Stockton     | Stany Zjednoczone | Złoto      |
| Barcelona 1992 | Karl Malone       | Stany Zjednoczone | Złoto      |
| Atlanta 1996   | John Stockton     | Stany Zjednoczone | Złoto      |
| Atlanta 1996   | Karl Malone       | Stany Zjednoczone | Złoto      |
| Ateny 2004     | Carlos Boozer     | Stany Zjednoczone | Brąz       |
| Ateny 2004     | Carlos Arroyo     | Portoryko         | 6. miejsce |
| Ateny 2004     | Jose Ortiz        | Portoryko         | 6. miejsce |
| Pekin 2008     | Carlos Boozer     | Stany Zjednoczone | Złoto      |
| Pekin 2008     | Deron Williams    | Stany Zjednoczone | Złoto      |
| Pekin 2008     | Andriej Kirilenko | Rosja             | 9. miejsce |

## Nagrody i wyróżnienia

### Sezon
MVP
- Karl Malone – 1997, 1999

Debiutanci roku
- Darrell Griffith – 1981

Obrońcy roku
- Mark Eaton – 1985, 1989
- Rudy Gobert – 2018–2019

Trenerzy roku
- Frank Layden – 1984

Menedżerowie roku
- Frank Layden – 1984

J. Walter Kennedy Citizenship Award
- Frank Layden - 1984
- Thurl Bailey - 1989

NBA IBM Award
- Karl Malone – 1998

All-NBA First Team
- Pete Maravich – 1976–1977
- Karl Malone – 1989–1999
- John Stockton – 1994–1995

All-NBA Second Team
- Pete Maravich – 1978
- Adrian Dantley – 1981, 1984
- Karl Malone – 1988, 2000
- John Stockton – 1988–1990, 1992–1993, 1996
- Deron Williams – 2008, 2010
- Rudy Gobert – 2017

All-NBA Third Team
- John Stockton – 1991, 1997, 1999
- Karl Malone – 2001
- Carlos Boozer – 2008
- Rudy Gobert – 2019

NBA All-Defensive First Team
- E.C. Coleman – 1977
- Mark Eaton – 1985–1986, 1989
- Karl Malone – 1997–1999
- Andriej Kirilenko – 2006
- Rudy Gobert – 2017–2019

NBA All-Defensive Second Team
- Mark Eaton – 1987–1988
- Karl Malone – 1988
- John Stockton – 1989, 1991–1992, 1995, 1997
- Andriej Kirilenko – 2004–2005

NBA Rookie First Team
- Darrell Griffith – 1981
- Thurl Bailey – 1984
- Karl Malone – 1986
- Andriej Kirilenko – 2002
- Deron Williams – 2006
- Trey Burke – 2014
- Donovan Mitchell – 2018

NBA Rookie Second Team
- Blue Edwards – 1990
- Paul Millsap – 2007
- Derrick Favors – 2011

### NBA All-Star Weekend
Nominowani do meczu gwiazd
- Pete Maravich - 1977–1979
- Truck Robinson - 1978
- Adrian Dantley - 1980–1982, 1984–1986
- Rickey Green - 1984
- Karl Malone - 1988–1998, 2000–2002
- John Stockton - 1989–1997, 2000
- Mark Eaton - 1989
- Andriej Kirilenko - 2004
- Carlos Boozer - 2007–2008
- Mehmet Okur - 2007
- Deron Williams - 2010–2011
- Gordon Hayward - 2017
- Rudy Gobert - 2020–2022
- Donovan Mitchell - 2020-2022
- Mike Conley Jr. - 2021
- Lauri Markkanen - 2023

Uczestnicy Rookie Challenge
- Bryon Russell - 1994
- Andriej Kirilenko - 2002–2003
- Deron Williams - 2006–2007
- Paul Millsap - 2007–2008
- Ronnie Brewer - 2008
- Gordon Hayward - 2012
- Derrick Favors - 2012
- Trey Burke - 2014

MVP meczu gwiazd
- Karl Malone - 1989, 1993
- John Stockton - 1993

Zwycięzcy konkursu wsadów
- Jeremy Evans - 2012

Zwycięzcy konkursu rzutów za 3 punkty
- Jeff Hornacek - 1998, 2000

Zwycięzcy Skills Challenge
- Trey Burke - 2014
- Deron Williams - 2008

Zwycięzcy konkursu 2 Ball
- Jeff Hornacek - 2000[19]

## Statystyczni liderzy NBA
Liderzy strzelców
- Pete Maravich – 1977
- Adrian Dantley – 1981, 1984

Liderzy w zbiórkach
- Truck Robinson – 1978

Liderzy w asystach
- John Stockton – 1988–1996

Liderzy w przechwytach
- Rickey Green – 1984
- John Stockton – 1989, 1992

Liderzy w blokach
- Mark Eaton – 1984–1985, 1987–1988
- Andriej Kirilenko – 2005

Liderzy w skuteczności rzutów wolnych
- Jeff Hornacek – 2000

Liderzy w skuteczności rzutów za 3 punkty
- Darrell Griffith – 1984
- Kyle Korver – 2010

## Statystyczni liderzy wszech czasów klubu
Pogrubienie – oznacza ciągle aktywnego zawodnika, występującego nadal w zespole

Kursywa – oznacza ciągle aktywnego zawodnika, nie występującego aktualnie w zespole
(Sezon regularny – stan po zakończeniu rozgrywek 2013/14)
Punkty

1. Karl Malone (36 374)
2. John Stockton (19 711)
3. Adrian Dantley (13 635)
4. Darrell Griffith (12 391)
5. Thurl Bailey (9 897)
6. Andriej Kirilenko (8 411)
7. Pete Maravich (8 324)
8. Deron Williams (7 576)
9. Mehmet Okur (7 255)
10. Rickey Green (6 917)

11. Jeff Hornacek (6 848)

12. Carlos Boozer (6 821)

13. Paul Millsap (6 713)

14. Bryon Russell (5 752)

15. Matt Harpring (5 604)

16. Mark Eaton (5 216)

17. Jeff Malone (5 158)

18. Al Jefferson (4 089)

19. Rich Kelley (4 044)

20. Aaron James (3 829)

21. Bob Hansen (3 550)

22. Jeff Wilkins (3 445)

23. Gordon Hayward (3 435)

24. Greg Ostertag (3 425)

25. C.J. Miles (3 264)

26. Jim McElroy (3 188)

27. David Benoit (3 035)

28. Truck Robinson (2 901)

29. Ben Poquette (2 873)

30. Ronnie Brewer (2 786)
Minuty
1. Karl Malone (53,479)
2. John Stockton (47,764)
3. Mark Eaton (25,169)
4. Darrell Griffith (21,403)
5. Andriej Kirilenko (20,989)

Zbiórki
1. Karl Malone (14,601)
2. Mark Eaton (6,939)
3. John Stockton (4,051)
4. Greg Ostertag (3,978)
5. Rich Kelley (3,972)

Asysty
1. John Stockton (15,806)
2. Karl Malone (5,085)
3. Rickey Green (4,159)
4. Deron Williams (4,003)
5. Andriej Kirilenko (1,919)

Przechwyty
1. John Stockton (3,265)
2. Karl Malone (2,035)
3. Rickey Green (1,100)
4. Andriej Kirilenko (960)
5. Darrell Griffith (931)

Bloki
1. Mark Eaton (3,064)
2. Andriej Kirilenko (1,380)
3. Greg Ostertag (1,253)
4. Karl Malone (1,125)
5. Thurl Bailey (879)

- Sumy
  - Gry: John Stockton (1 504)
  - Minuty: Karl Malone (53 479)
  - Celne rzuty z gry: Karl Malone (13 335)
  - Oddane rzuty z gry: Karl Malone (25 810)
  - Celne rzuty za 3 punkty: John Stockton (845)
  - Oddane rzuty za 3 punkty: John Stockton (2 203)
  - Celne rzuty wolne: Karl Malone (9 619)
  - Oddane rzuty wolne: Karl Malone (12 963)
  - Zbiórki w ataku: Karl Malone (3 501)
  - Zbiórki w obronie: Karl Malone (11 100)
  - Zbiórki – razem: Karl Malone (14 601)
  - Asysty**: John Stockton (15 806)
  - Przechwyty**: John Stockton (3 265)
  - Bloki: Mark Eaton (3 064)
  - Straty: Karl Malone (4 421)
  - Faule: Karl Malone (4 462)
  - Punkty: Karl Malone (36 374)

- Średnie
  - Minuty: Truck Robinson (43,35)
  - Celne rzuty z gry: Adrian Dantley (10,65)
  - Oddane rzuty z gry: Pete Maravich (22,75)
  - Celne rzuty za 3 punkty: Jeff Hornacek (0,92)
  - Oddane rzuty za 3 punkty: Bryon Russell (2,32)
  - Celne rzuty wolne: Adrian Dantley (8,27)
  - Oddane rzuty wolne: Adrian Dantley (10,11)
  - Zbiórki w ataku: Truck Robinson (3,50)
  - Zbiórki w obronie: Truck Robinson (11,42)
  - Zbiórki – razem: Truck Robinson (14,92)
  - Asysty: John Stockton (10,51)
  - Przechwyty: John Stockton (2,17)
  - Bloki: Mark Eaton (3,50)
  - Straty: Pete Maravich (4,25)
  - Faule: Danny Schayes (3,85)
  - Punkty: Adrian Dantley (29,58)

- Średnie na 48 minut
  - Celne rzuty z gry: Adrian Dantley (13,16)
  - Oddane rzuty z gry: Pete Maravich (28,48)
  - Celne rzuty za 3 punkty: Chris Morris (1,85)
  - Oddane rzuty za 3 punkty: Chris Morris (6,08)
  - Celne rzuty wolne: John Drew (10,97)
  - Oddane rzuty wolne: John Drew (14,28)
  - Zbiórki w ataku: Ron Behagen (5,52)
  - Zbiórki w obronie: Truck Robinson (12,65)
  - Zbiórki – razem: Rich Kelley (16,72)
  - Asysty: John Stockton (15,88)
  - Przechwyty: Carey Scurry (3,65)
  - Bloki: Mark Eaton (5,84)
  - Straty: Jim Les (5,55)
  - Faule: Eric Leckner (10,30)
  - Punkty: John Drew (36,98)

** – Liderzy NBA

## Sukcesy
| Tytuł              | Liczba | Rok |
| ------------------ | ------ | --- |
| Mistrz NBA         | 0      | |
| Mistrz Konferencji | 2      | 1997, 1998 |
| Mistrz dywizji     | 10     | 1984, 1989, 1992, 1997, 1998, 2000, 2007, 2008, 2017, 2021 |
| Występy w play-off | 31     | 1984, 1985, 1986, 1987, 1988, 1989, 1990, 1991, 1992, 1993, 1994, 1995, 1996, 1997, 1998, 1999, 2000, 2001, 2002, 2003, 2007, 2008, 2009, 2010, 2012, 2017, 2018, 2019, 2020, 2021 |

## Poszczególne sezony
Na podstawie:. Stan na koniec sezonu 2022/23
| Sezon            | Liga | Konferencja | Poz. w konf. | Dywizja   | Poz. w dyww. | Sezon regularny | Sezon regularny | Playoffs |
| Sezon            | Liga | Konferencja | Poz. w konf. | Dywizja   | Poz. w dyww. | Wyg.            | Por.            | Playoffs |
| ---------------- | ---- | ----------- | ------------ | --------- | ------------ | --------------- | --------------- | --- |
| New Orleans Jazz |      |             |              |           |              |                 |                 | |
| 1974/75          | NBA  | Wschodnia   | 9            | Central   | 5            | 23              | 59              | |
| 1975/76          | NBA  | Wschodnia   | 8            | Central   | 4            | 38              | 44              | |
| 1976/77          | NBA  | Wschodnia   | 8            | Central   | 5            | 35              | 47              | |
| 1977/78          | NBA  | Wschodnia   | 7            | Central   | 5            | 39              | 43              | |
| 1978/79          | NBA  | Wschodnia   | 11           | Central   | 6            | 26              | 56              | |
| Utah Jazz        |      |             |              |           |              |                 |                 | |
| 1979/80          | NBA  | Zachodnia   | 10           | Midwest   | 5            | 24              | 58              | |
| 1980/81          | NBA  | Zachodnia   | 11           | Midwest   | 5            | 28              | 54              | |
| 1981/82          | NBA  | Zachodnia   | 11           | Midwest   | 6            | 25              | 57              | |
| 1982/83          | NBA  | Zachodnia   | 9            | Midwest   | 5            | 30              | 52              | |
| 1983/84          | NBA  | Zachodnia   | 2            | Midwest   | 1            | 45              | 37              | Porażka w 1. rundzie z Denver Nuggets (3-2) Porażka w pół. Konf. z Phoenix Suns (2-4) |
| 1984/85          | NBA  | Zachodnia   | 6            | Midwest   | 4            | 41              | 41              | Wygrana w 1. rundzie z Houston Rockets (3-2) Porażka w pół. Konf. z Denver Nuggets (1-4) |
| 1985/86          | NBA  | Zachodnia   | 5            | Midwest   | 4            | 42              | 40              | Porażka w 1. rundzie z Dallas Mavericks (1-3) |
| 1986/87          | NBA  | Zachodnia   | 4            | Midwest   | 2            | 44              | 38              | Porażka w 1. rundzie z Golden State Warriors (2-3) |
| 1987/88          | NBA  | Zachodnia   | 5            | Midwest   | 3            | 47              | 35              | Wygrana w 1. rundzie z Portland Trail Blazers (3-1) Porażka w pół. Konf. z Los Angeles Lakers (3-4)                                                                                         |
| 1988/89          | NBA  | Zachodnia   | 2            | Midwest   | 1            | 51              | 31              | Porażka w 1. rundzie z Golden State Warriors (0-3) |
| 1989/90          | NBA  | Zachodnia   | 4            | Midwest   | 2            | 55              | 27              | Porażka w 1. rundzie z Phoenix Suns (2-3) |
| 1990/91          | NBA  | Zachodnia   | 5            | Midwest   | 2            | 54              | 28              | Wygrana w 1. rundzie z Phoenix Suns (3-1) Porażka w pół. Konf. z Portland Trail Blazers (1-4)                                                                                               |
| 1991/92          | NBA  | Zachodnia   | 2            | Midwest   | 1            | 55              | 27              | Wygrana w 1. rundzie z Los Angeles Clippers (3-2) Wygrana w pół. Konf. z Seattle SuperSonics (4-1) Porażka w finale Konf. z Portland Trail Blazers (2-4)                                    |
| 1992/93          | NBA  | Zachodnia   | 6            | Midwest   | 3            | 47              | 35              | Porażka w 1. rundzie z Seattle SuperSonics (2-3) |
| 1993/94          | NBA  | Zachodnia   | 5            | Midwest   | 3            | 53              | 29              | Wygrana w 1. rundzie z San Antonio Spurs (3-1) Wygrana w pół. Konf. z Denver Nuggets (4-3) Porażka w finale Konf. z Houston Rockets (1-4)                                                   |
| 1994/95          | NBA  | Zachodnia   | 3            | Midwest   | 2            | 60              | 22              | Porażka w 1. rundzie z Houston Rockets (2-3) |
| 1995/96          | NBA  | Zachodnia   | 3            | Midwest   | 2            | 55              | 27              | Wygrana w 1. rundzie z Portland Trail Blazers (3-2) Wygrana w pół. Konf. z San Antonio Spurs (4-2) Porażka w finale Konf. z Seattle SuperSonics (3-4)                                       |
| 1996/97          | NBA  | Zachodnia   | 1            | Midwest   | 1            | 64              | 18              | Wygrana w 1. rundzie z Los Angeles Clippers (3-0) Wygrana w pół. Konf. z Los Angeles Lakers (4-1) Wygrana w finale Konf. z Houston Rockets (4-2) Porażka w finale NBA z Chicago Bulls (2-4) |
| 1997/98          | NBA  | Zachodnia   | 1            | Midwest   | 1            | 62              | 20              | Wygrana w 1. rundzie z Houston Rockets (3-2) Wygrana w pół. Konf. z San Antonio Spurs (4-1) Wygrana w finale Konf. z Los Angeles Lakers (4-0) Porażka w finale NBA z Chicago Bulls (2-4)    |
| 1998/99          | NBA  | Zachodnia   | 3            | Midwest   | 2            | 37              | 13              | Wygrana w 1. rundzie z Sacramento Kings (3-2) Porażka w pół. Konf. z Portland Trail Blazers (2-4)                                                                                           |
| 1999/00          | NBA  | Zachodnia   | 2            | Midwest   | 1            | 55              | 27              | Wygrana w 1. rundzie z Seattle SuperSonics (3-2) Porażka w pół. Konf. z Portland Trail Blazers (1-4)                                                                                        |
| 2000/01          | NBA  | Zachodnia   | 4            | Midwest   | 2            | 53              | 29              | Porażka w 1. rundzie z Dallas Mavericks (2-3) |
| 2001/02          | NBA  | Zachodnia   | 8            | Midwest   | 4            | 44              | 38              | Porażka w 1. rundzie z Sacramento Kings (1-3) |
| 2002/03          | NBA  | Zachodnia   | 7            | Midwest   | 4            | 47              | 35              | Porażka w 1. rundzie z Sacramento Kings (1-4) |
| 2003/04          | NBA  | Zachodnia   | 9            | Midwest   | 7            | 42              | 40              | |
| 2004/05          | NBA  | Zachodnia   | 14           | Northwest | 5            | 26              | 56              | |
| 2005/06          | NBA  | Zachodnia   | 9            | Northwest | 2            | 41              | 41              | |
| 2006/07          | NBA  | Zachodnia   | 4            | Northwest | 1            | 51              | 31              | Wygrana w 1. rundzie z Houston Rockets (4-3) Wygrana w pół. Konf. z Golden State Warriors (4-1) Porażka w finale Konf. z San Antonio Spurs (1-4)                                            |
| 2007/08          | NBA  | Zachodnia   | 4            | Northwest | 1            | 54              | 28              | Wygrana w 1. rundzie z Houston Rockets (4-2) Porażka w pół. Konf. z Los Angeles Lakers (2-4)                                                                                                |
| 2008/09          | NBA  | Zachodnia   | 8            | Northwest | 3            | 48              | 34              | Porażka w 1. rundzie z Los Angeles Lakers (1-4) |
| 2009/10          | NBA  | Zachodnia   | 5            | Northwest | 2            | 53              | 29              | Wygrana w 1. rundzie z Denver Nuggets (4-2) Porażka w pół. Konf. z Los Angeles Lakers (0-4)                                                                                                 |
| 2010/11          | NBA  | Zachodnia   | 11           | Northwest | 4            | 39              | 43              | |
| 2011/12          | NBA  | Zachodnia   | 8            | Northwest | 3            | 36              | 30              | Porażka w 1. rundzie z San Antonio Spurs (0-4) |
| 2012/13          | NBA  | Zachodnia   | 9            | Northwest | 3            | 43              | 39              | |
| 2013/14          | NBA  | Zachodnia   | 15           | Northwest | 5            | 25              | 57              | |
| 2014/15          | NBA  | Zachodnia   | 11           | Northwest | 3            | 38              | 44              | |
| 2015/16          | NBA  | Zachodnia   | 9            | Northwest | 3            | 40              | 42              | |
| 2016/17          | NBA  | Zachodnia   | 5            | Northwest | 1            | 51              | 31              | Wygrana w 1. rundzie z Los Angeles Clippers (4-3) Porażka w pół. Konf. z Golden State Warriors (0-4)                                                                                        |
| 2017/18          | NBA  | Zachodnia   | 5            | Northwest | 3            | 48              | 34              | Wygrana w 1. rundzie z Oklahoma City Thunder (4-2) Porażka w pół. Konf. z Houston Rockets (1-4)                                                                                             |
| 2018/19          | NBA  | Zachodnia   | 5            | Northwest | 3            | 50              | 32              | Porażka w 1. rundzie z Houston Rockets (1-4) |
| 2019/20          | NBA  | Zachodnia   | 6            | Northwest | 3            | 44              | 28              | Porażka w 1. rundzie z Denver Nuggets (3-4) |
| 2020/21          | NBA  | Zachodnia   | 1            | Northwest | 1            | 52              | 20              | Wygrana w 1. rundzie z Memphis Grizzlies (4-1) Porażka w pół. Konf. z Los Angeles Clippers (2-4)                                                                                            |
| 2022/23          | NBA  | Zachodnia   | 12           | Northwest | 4            | 37              | 45              | |